# Opel-Sander RAK.1
L'Opel-Sander RAK.1 est un avion expérimental à moteur-fusée réalisé en Allemagne en 1929. Il fut le premier avion au monde conçu pour être propulsé par fusée. 